# 島津久保
島津久保（日语：／ Shimazu Hisayasu，1573年—1593年10月2日），日本戰國時代武將。島津義弘次子，島津忠恆的兄長。幼名萬壽丸。通稱為又一郎。正室是其堂姐龜壽（島津義久第三女），有一女映姬。

## 生平
豐臣秀吉在九州征伐之後，將日向國賜封給島津久保。伯父島津義久及父親島津義弘早就視島津久保為島津家未來的繼承人。小田原征伐後參與文祿之役，於1593年10月8日，在朝鮮半島的巨濟島以二十一歲之齡病逝。久保死後，墓所位於鹿兒島中的福昌寺，法名一唯恕參大禪定門‧皇德寺殿。